# فلورنس (آریزونا)
فلورنس (به انگلیسی: Florence) شهری در شهرستان پینال ایالت آریزونا است که در سرشماری سال ۲۰۱۰ میلادی، ۲۵٬۵۳۶ نفر جمعیت داشته است. فلورنس، به‌طور رسمی در تاریخ ۱۹۰۸ میلادی به‌عنوان یک شهر شناخته شد.